# Vạn Yên, Vân Đồn
Vạn Yên là xã đảo thuộc huyện Vân Đồn, tỉnh Quảng Ninh, Việt Nam.

## Địa giới hành chính
Xã Vạn Yên nằm ở phần phía đông của đảo Cái Bầu, cũng là phía đông bắc của huyện Vân Đồn.
- Phía đông giáp các xã Thanh Lân và Đồng Tiến, huyện Cô Tô.
- Phía nam giáp các xã Minh Châu, Bản Sen và Hạ Long, huyện Vân Đồn.
- Phía tây giáp các xã Đoàn Kết, Bình Dân và Đài Xuyên, huyện Vân Đồn.
- Phía bắc giáp các xã Đại Bình, xã Đầm Hà, huyện Đầm Hà và xã Cái Chiên, huyện Hải Hà.

## Lịch sử hành chính
Năm 1988, xã Vạn Hoa được sáp nhập vào xã Vạn Yên.